# جون ديمبسي (لاعب كرة قدم)
جون ديمبسي (بالإنجليزية: John Dempsey)‏ هو لاعب كرة قدم بريطاني، ولد في 2 أبريل 1951 في بيركنهيد ‏ في المملكة المتحدة. لعب مع نادي ترانمير روفرز لكرة القدم.